# Yengema
Yengema é uma cidade localizada no distrito de Kono, na província de Serra Leoa, situada aproximadamente 9,7 km a oeste da cidade de Koidu (a maior cidade do distrito de Kono), e 229 km ao leste de Freetown. As principais indústrias dentro e ao redor da cidade são a agricultura e a mineração de diamantes. A cidade é lar do Aeroporto de Yengema, o principal aeródromo do distrito de Kono. Uma estimativa de 2012 da população de Yengema foi de 13.358 pessoas
A população de Yengema é etnicamente diversa, embora a maioria de seus moradores sejam das etnias Mandingas e Kono. A principal língua de comunicação em Yengema é a língua Krio.  
Yengema é uma cidade predominantemente muçulmana, embora haja presença significativa de uma minoria cristã na cidade..
Yengema é o lar da Escola Secundária Yengema (comumente conhecida como YSS), que esta entre as escolas secundárias mais proeminentes de Serra Leoa.
Yengema é conhecida por seu sítio arqueológico chamado de Yengema Cave, que foi descoberto pelo antropólogo americano Carleton Stevens Coon em 1965..
Antes da guerra civil, Yengema era uma das cidades mais populosas da Serra Leoa Oriental. Durante a guerra civil de Serra Leoa, Yengema foi fortemente danificada e constantemente disputada devido às ricas reservas de diamantes na área. Isso forçou muitos dos moradores a fugir da cidade.

## Religião
A maioria da população de Yengema são muçulmanos em cerca de 70%; o cristianismo é responsável por uma grande minoria da população da cidade em cerca de 29%. Muçulmanos e cristãos da cidade vivem pacificamente juntos. A violência religiosa na cidade é muito rara.

## Esporte
Como o resto de Serra Leoa, o futebol é o esporte mais popular na cidade de Yengema. A cidade não tem um grande clube de futebol; no entanto, o Diamond Stars of Kono representa Yengema e o resto do distrito de Kono na Sierra Leone National Premier League, a principal liga de futebol do país.

## Pessoas notáveis de Yengema
- Sia Koroma, Primeira Dama de serra Leoa.